# Piper callosum
Piper callosum är en pepparväxtart som beskrevs av Ruiz & Pav.. Piper callosum ingår i släktet Piper och familjen pepparväxter. Inga underarter finns listade i Catalogue of Life.